# Škoda 1101 OHC
Der Škoda 1101 OHC (Typ 968) ist ein zweisitziger Sportwagen von AZNP, der vom Škoda 1101 „Tudor“ abgeleitet war und als Nachfolger des Škoda Sport betrachtet werden kann. Er kam 1957 heraus und hatte eine Kunststoff- oder Aluminiumkarosserie.
Der wassergekühlte Vierzylinder-Viertakt-Motor hatte zwei obenliegende Nockenwellen, einen Hubraum von 1089 cm³ und eine Leistung von 67,6 kW (92 PS). Er beschleunigte das nur 550 kg schwere Fahrzeug bis auf 190 km/h. Über das am Motorblock angeflanschte Getriebe und eine Kardanwelle wurde die Antriebskraft an die Hinterräder weitergeleitet. Der halb-selbsttragende Wagen hatte einen Zusatzrahmen aus dünnwandigen Rohren.
Von diesem Typ entstanden nur fünf Fahrzeuge, drei Spider mit Kunststoffkarosserie und zwei Coupés mit Aluminiumkarosserie.